# Synodontis soloni
Synodontis soloni és una espècie de peix de la família dels mochòkids i de l'ordre dels siluriformes.
Els adults poden assolir els 15,5 cm de llargària total. Es troba a la conca del riu Congo a Àfrica.